# Franz Hipler
Franz Alexander Johannes Hipler (ur. 17 lutego 1836 w Olsztynie, zm. 17 grudnia 1898 we Fromborku) – niemiecki teolog katolicki i historyk, rektor i profesor w Królewskim Liceum Hosianum w Braniewie.

## Życiorys
Urodził się 17 lutego 1836 roku w Olsztynie w rodzinie kupieckiej związanej z Kościołem – z sześciu jego sióstr pięć wstąpiło do Kongregacji św. Karola Boromeusza. W wieku dziesięciu lat rozpoczął naukę w progimnazjum w Reszlu. Był uczniem przeciętnym. Od 1850 uczęszczał do gimnazjum braniewskiego, maturę uzyskał w 1854, tu przeważały również stopnie słabsze. Następnie studiował teologię i filozofię we Wrocławiu, Monastyrze, Lipsku i Monachium, gdzie uczęszczał na wykłady z teologii, filozofii, filologii antycznej i prawa kościelnego. W tym okresie zajął się przekładami na niemiecki poezji Dantyszka i Kopernika. Uczył się także języka angielskiego. Gdy wrócił z Nadrenii, wstąpił do seminarium duchownego w Braniewie, gdzie 22 sierpnia 1858 otrzymał święcenia kapłańskie. Następnie został skierowany do Postolina w powiecie sztumskim. Tam, oprócz sprawowania posługi kapłańskiej, szkolił swoją polszczyznę (choć pochodził z niemieckiej rodziny, z językiem polskim osłuchał się w przeważającej części polskim wówczas Olsztynie). Po dziewięciu miesiącach ponownie pojechał do Monastyru i Monachium (1859–1860). W styczniu 1861 w Monachium uzyskał doktorat na podstawie rozprawy Dionysius, der Areopagite. Stamtąd powołano go do posługi duszpasterskiej w małej, wiejskiej parafii w Gierzwałdzie. Następnie skierowano go do mniejszości katolickiej w Królewcu (wrzesień 1861– lipiec 1863), gdzie mógł już korzystać z bogatych bibliotek i archiwum.
W 1863 mianowany został prefektem w Królewskie Liceum Hosianum w Braniewie. Następnego roku biskup Joseph Geritz wyznaczył go do komisji sprawdzającej poziom nauczania języka polskiego w gimnazjum katolickim. W tym też roku habilitował się i jako privatdozent objął obowiązki wykładowcy na Wydziale Teologicznym Liceum Hosianum, jednocześnie pełniąc funkcję wicerektora (subregensa) w seminarium duchownym. W 1869 został rektorem, a następnego roku profesorem zwyczajnym teologii pastoralnej w Liceum Hosianum. W czasie wojny francusko-pruskiej pracował w polowym lazarecie w Tempelhof pod Berlinem. W 1870, podczas I soboru watykańskiego, towarzyszył biskupowi Philippowi Krementzowi jako doradca teologiczny. Początkowo należał – jak niemal całe środowisko hozjańskie – do przeciwników dogmatu o nieomylności i o prymacie papieży, w trakcie soboru zmienił zdanie. Franz Hipler polemizował ze swoim nauczycielem z Monachium, profesorem teologii Ignazem von Döllingerem, sprzeciwiającym się uchwałom soboru.
W 1877 miały miejsce objawienia Matki Bożej w Gietrzwałdzie. Ponieważ Franz Hipler znał dobrze język polski, biskup Krementz skierował go w celu przesłuchania wizjonerek. Po 10-dniowym pobycie w Gietrzwałdzie nabrał przekonania co do autentyczności wydarzeń, protokoły spisał w języku polskim i niemieckim. Prowadząc działalność badawczą nawiązał współpracę z polskimi uczonymi, najliczniej ze środowiska krakowskiego, m.in. z Adolfem Mułkowskim – dyrektorem Biblioteki Uniwersytetu Jagiellońskiego, Franciszkiem Karlińskim – dziekanem Wydziału Filozoficznego Uniwersytetu Jagiellońskiego. Wspólnym dziełem edytorskim Hiplera i prof. Wincentego Zakrzewskiego, reprezentującego Komisję Historyczną Akademii Umiejętności, było wydanie dwóch tomów korespondencji Hozjusza. Dzieło zostało zainicjowane przez Hiplera, a sfinansowane przez Kraków i tam wydane (w sumie obaj historycy opublikowali ponad 2 tys. dokumentów, głównie listów). Hipler utrzymywał stałe kontakty z Komisją Historyczną Akademii Umiejętności. Jego naukowe relacje z uczonymi polskimi, poza wymienionymi osobami i instytucjami, były tak rozległe, że aż zdumiewające. Korespondował i współpracował przynajmniej jeszcze z dwudziestoma pięcioma przedstawicielami nauki polskiej. Ponieważ w tym okresie nasilała się pruska polityka kulturkampfu, władze berlińskie patrzyły podejrzliwie na takie działania Hiplera. Franz Hipler twardo bronił praw Kościoła, sprzeciwiając się „ustawom majowym” (Maigesetze) podporządkowującym Kościół polityce państwa. W 1873 wystąpił z wnioskiem, aby uczniowie gimnazjum katolickiego bojkotowali lekcje religii starokatolickiego ks. Paula Wollmanna, po którym doszło do zamieszek w Braniewie.
Ponieważ sprzeciwił się kontroli przez państwo zarządzanego przez niego seminarium duchownego, 9 grudnia 1876 władze zamknęły uczelnię, a alumni musieli się przenieść się do seminarium w Eichstätt w Bawarii. Równocześnie Hipler starał się być lojalnym obywatelem i gdy minęły lata ostrej walki, otrzymał Order Orła Czerwonego IV klasy za zasługi na polu naukowym (odznaczenie dość często rozdawane przez króla).
Ksiądz Franz Hipler jako kanonik warmiński rezydował we Fromborku, gdzie zmarł 17 grudnia 1898 roku.

## Wydawca
- Bibliotheka Warmiensis oder Literaturgeschichte des Bisthums Ermland. Braunsberg 1867 (Online)